# Myrmecina australis
Myrmecina australis är en myrart som beskrevs av Wheeler 1973. Myrmecina australis ingår i släktet Myrmecina och familjen myror. Inga underarter finns listade i Catalogue of Life.